# رمینگتون

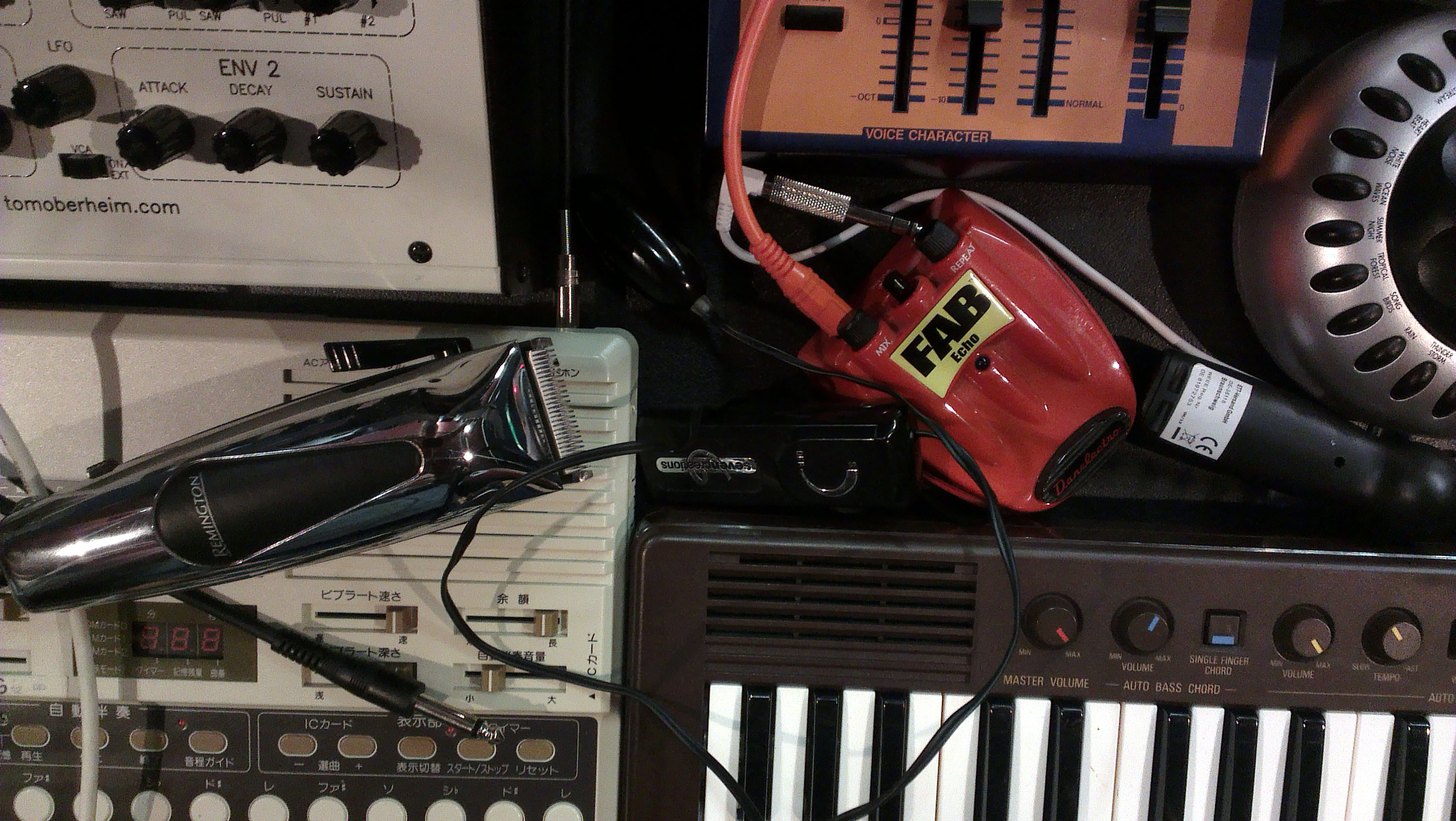
محصولات رمینگتون

محصولات رمینگتون (به انگلیسی: Remington Products) یا به اختصار رمینگتون یکی از شرکت‌های معروف آمریکایی در زمینه محصولات شخصی هم چون ریش‌تراش، محصولات مو و اپیلاتور می‌باشد.
بنیان‌گذار این شرکت «ای رمینگتون» بود که در سال ۱۸۱۶ به همرا پسران خود این شرکت را پایه‌گذاری نمود این شرکت ابتدا به تولید اسلحه‌های کمری اشتغال داشت اما سپس با تغییر در محصولات خود ماشین‌های دوخت و ابزارهای کشاورزی را نیز به لیست محصولات خود اضافه نمود. اما تغییر عمده در ساختار شرکت زمانی رخ داد که کریستف شولز این شرکت را قانع کرد تا در ساخت و تکمیل ماشین‌های تایپ و صفحات کلید QWERTY به او کمک کنند.